# Томас Брус, седми гроф од Елгина

Томас Брус, седми гроф од Елгина и једанаести гроф од Кинкардина (енгл. Thomas Bruce, 7th Earl of Elgin and 11th Earl of Kincardine; Брумхол, Фифе, Шкотска, 20. јул 1766 — Париз, 14. новембар 1841) био је шкотски племић и британски дипломата најпознатији по томе што је низ старогрчких мермерних статуа (познатих као Елгинове статуе) пренео са Партенона у Атини у Лондон.

## Порекло и дипломатска каријера
Елгин је био рођен у Брумхолу у Шкотској као други син Чарлса, петог грофа од Елгина, и његове супруге Марте Вајт. Када је имао свега пет година 1771. Томас је наследио свог старијег брата Вилијама Бруса, шестог грофа од Елгина. У периоду између 1790. и 1807. био је један од шкотских перова у Горњем дому парламента (Дому лордова).
Дипломатску каријеру започео је 1791. године када је послат у Аустрију као изванредни посланик у време када је амбасадор сер Роберт Кит био болеста. Затим је упућен у Брисел као изванредни посланик и ту је остао све док Французи нису заузели Хабзбуршку Низоземску. У Великој Британији је боравио све док 1795. није послат у Пруску као изванредни изасланик .
Елгин је затим именован за британског амбасадора у османској престоници Царигарду. Пре одласка у Истанбул, Елгин се 11. марта 1799. оженио Мери Нисбет, ћерком и наследницом Вилијама Хамилтона Нисбета из Дирлетона.
Вршио је службу амбасадора у Цариграду између 1799. и 1803. године. Показао је вештину и енергију у извршавању тешке дипломатске мисије ширења британског утицаја у време сукоба Османског царства и Наполеонове Француске.

## Елгинове мермерне статуе
Елгин је, руководећи се саветом дипломате сер Вилијама Хамилтона, о свом трошку најмио услуге напуљског сликара Лусијерија и неколицине вештих цртача и моделара. Ови уметници су послати у Атину у лето 1800. године са задатком да начине скице античких споменика, иако су им османске власти дозволиле приступ малобројним локалитетима. Средином лета 1801. године Елгин је добио Портин ферман који је омогућио његовим изасланицима „не само да поправе скеле око древног Храма идола (Партенон), изради одливке украсних скулптура и фигура у гипсу“, већ и да „да однесе све комаде камена са старим натписима или скулптуре."
Елгин првобитно није планирао одношење античких мермерних статуа из Атине, али га је стално оштећивање скулптура на Партенону и других споменика навело на такву замисао. Елгинова колекција, позната данас као Елгинове мермене статуе, створена је не само у Атини, већ и захваљујући истраживањима у другим деловима Грчке. Састоји се од фриза, метопа и статуа са забата Партенона, и камених рељефа из атинског храма Нике Аптерос, као и старина прикупљених по Атици и другим областима у Грчкој.
Део Елгинове колекције припремљен је за трансопрт у Енглеску 1803, при чему је свака фаза преноса била праћена великим тешкоћама. Елгинов брод, Ментор, доживео је бродолом у близини Церига са читавим товаром мермерних статуа. Требало је три године, праћене огромним новчаним трошковима, да рониоци извуку мермерне статуе и друге споменике.
Елгин је напустио Османско царство 1803. и одвео је своје уметнике са собом, осим Лусијерија који је остао да руководи даљим ископавањима, која су вођена скромнијим обимом него раније. Елгинова збирка је допуњавана све до 1812. године до када је укупно осамдесет нових антиквитета стигло у Енглеску.
Одношење око половине фриза, метопа и скуптура са забата је била одлука коју је на лицу места донео Елгинов капелан Филип Хант, који је привремено био и Елгинов секретар тј. заступник у Атини. Хант је убедио османског намесника Атине да веома флексибилно тумачи одредбе фермана. Елгин је подмитио османске власти да дозволе одношење око половине фриза са Партенона, петнаест метопа и седамнаест делова рељефа, затим једну од каријатида и стубова из Ерехтејона. Ови антички артефакти првобитно су коришћени за улепшавање Елгинове виле у Шкотској, али их је касније продао Британском музеју да би отплатио огромне дугове.
По препоруци комитета Британског парламента, који је такође похвалио Елгинов подухват, „Мермер“ је откупила Велика Британија 1816. године за 35.000 британских фунти. Била је то сума знатно нижа од Елгинове процене трошкова од 75.000 британских фунти. Елгинова збирка је пребачена у Британски музеј где се налази до данас.

## Каснија каријера
Елгин се вратио у Велику Британију 1806. након што је неко време био задржан у Француској након прекида Амијенског мира. По повратку кући сазнао је да му Британски музеј неће исплатити тражену цену за античке статуе, па је поднео тужбу против жениног љубавника тражећи високу одштету. Развео се од Мери због њене прељубе пред енглеским и шкотским судовима 1807. и 1808, чак и одлуком парламента, што је изазвало приличан скандал у јавности. Затим се 21. септембра 1810. оженио Елизабетом, најмлађом ћерком Џејмса Таунсенда Освалда из Даникира. Елгин се на крају преселио у континенталну Европу.

## Породица
Елгин се женио два пута. Први брак са Мери (1778—1855), једином ћерком и дететом Вилијама Хамилтона Нисбета, склопио је 11. марта 1799. године. Имали су сина и три ћерке: .
- Џорџа Чарлса Константина (1800–1840), који се није женио и који је био познат као Лорд Брус[7].
- Мери, удату 1828. за Роберта Нисбета-Хамилтона
- Матилду-Хариј, удату 1839 за ср Џона Максвела, осмог баронета
- Луси, удату 1828. за Џона Гранта из Килграстона;

После развода Мери се удала за Роберта Фергусона од Рајта (1777–1846), који је поменут у бракоразводној пресуди. Елгин се пак оженио 1810. Елизабетом ((1790–1860)), најмлађом ћерком Џејмса Таунсенда Освалда из Даникира. Имали су четири сина и три ћерке:
- Џејмса Бруса, осмог грофа од Елгина, који је био гувернер Британске Северне Америке и вецекраљ Индије;
- Роберта Бруса (1813–1862), потпуковника у гарди гренадира [8];
- сер Фредерика Рајта-Бруса (1814), који је постао дипломата
- Томаса Чарлса Бруса, који је постао народни посланик који је у пасрламенту представљао Портсмут;
- Шарлоту-Кристијан, удату 1850. за Фредерика Локера, унука контра адмирала сер Едварда Локера
- Августу-Фредерику-Елизабету, дворску даму краљице Викторије, удату за свештеника Артура Стенлија који је постао декан Вестминстерске опатије
- Франсес-Ану

Елгин је умро 14. новембра 1841, у својој седамдесет и петој години, у Паризу.